# NGC 3474
NGC 3474 ist eine Spiralgalaxie vom Hubble-Typ S mit aktivem Galaxienkern im Sternbild Löwe auf der Ekliptik. Sie ist schätzungsweise 404 Millionen Lichtjahre von der Milchstraße entfernt und hat einen Durchmesser von etwa 95.000 Lichtjahren. Gemeinsam mit NGC 3473 bildet sie ein gravitativ gebundenes Galaxienpaar. 

Im selben Himmelsareal befinden sich u. a. die Galaxien NGC 3454, NGC 3455, NGC 3487, IC 656.
Das Objekt wurde am 24. April 1887 von Lewis Swift entdeckt.